# 12.ª etapa da Volta a Espanha de 2022
A 12.ª etapa da Volta a Espanha de 2022 teve lugar a 1 de setembro de 2022 entre Salobreña e Peñas Blancas]] sobre um percurso de 192,7 km. O vencedor foi o equatoriano Richard Carapaz do Ineos Grenadiers e o belga Remco Evenepoel conseguiu manter a liderança.

## Classificação da etapa
| Salobreña - Peñas Blancas | alta montanha | (192,7 km) |

| \| Classificação por etapas \| Classificação por etapas \| Classificação por etapas \| Classificação por etapas \| Classificação por etapas \| \| Ciclista \| Ciclista \| Equipe \| Tempo \| \| \| ------------------------ \| ------------------------ \| ------------------------ \| ------------------------ \| ------------------------ \| \| 1. \| Richard Carapaz \| Ineos Grenadiers \| 4h38m26s \| \| \| 2. \| Wilco Kelderman \| Bora-Hansgrohe \| + 9s \| \| \| 3. \| Marc Soler \| UAE Team Emirates \| + 24s \| \| \| 4. \| Jan Polanc \| UAE Team Emirates \| + 26s \| \| \| 5. \| Marco Brenner \| Team DSM \| + 34s \| \| \| 6. \| Élie Gesbert \| Arkéa-Samsic \| + 56s \| \| \| 7. \| Jay Vine \| Alpecin-Deceuninck \| + 1m12s \| \| \| 8. \| Carl Fredrik Hagen \| Israel-Premier Tech \| + 1m23s \| \| \| 9. \| James Shaw \| EF Education-EasyPost \| + 3m04s \| \| \| 10. \| Matteo Fabbro \| Bora-Hansgrohe \| + 3m17s \| \| |                    |                       |          |
| |                    |                       |          |
| Fonte: ProCyclingStats |                    |                       |          |
| Classificação por etapas |                    |                       |          |
| Ciclista | Ciclista           | Equipe                | Tempo    |
| 1. | Richard Carapaz    | Ineos Grenadiers      | 4h38m26s |
| 2. | Wilco Kelderman    | Bora-Hansgrohe        | + 9s     |
| 3. | Marc Soler         | UAE Team Emirates     | + 24s    |
| 4. | Jan Polanc         | UAE Team Emirates     | + 26s    |
| 5. | Marco Brenner      | Team DSM              | + 34s    |
| 6. | Élie Gesbert       | Arkéa-Samsic          | + 56s    |
| 7. | Jay Vine           | Alpecin-Deceuninck    | + 1m12s  |
| 8. | Carl Fredrik Hagen | Israel-Premier Tech   | + 1m23s  |
| 9. | James Shaw         | EF Education-EasyPost | + 3m04s  |
| 10. | Matteo Fabbro      | Bora-Hansgrohe        | + 3m17s  |

## Classificações ao final da etapa

### Classificação geral
| \| Classificação geral \| Classificação geral \| Classificação geral \| Classificação geral \| Classificação geral \| \| Ciclista \| Ciclista \| Equipe \| Tempo \| \| \| ------------------- \| ------------------- \| ---------------------- \| ------------------- \| ------------------- \| \| 1. \| Remco Evenepoel \| Quick-Step Alpha Vinyl \| 44h25m09s \| \| \| 2. \| Primož Roglič \| Jumbo-Visma \| + 2m41s \| \| \| 3. \| Enric Mas \| Movistar Team \| + 3m03s \| \| \| 4. \| Carlos Rodríguez \| Ineos Grenadiers \| + 4m06s \| \| \| 5. \| Juan Ayuso \| UAE Team Emirates \| + 4m53s \| \| \| 6. \| Wilco Kelderman \| Bora-Hansgrohe \| + 6m28s \| \| \| 7. \| Miguel Ángel López \| Astana Qazaqstan Team \| + 6m56s \| \| \| 8. \| João Almeida \| UAE Team Emirates \| + 7m13s \| \| \| 9. \| Jan Polanc \| UAE Team Emirates \| + 8m00s \| \| \| 10. \| Tao Geoghegan Hart \| Ineos Grenadiers \| + 8m05s \| \| |                    |                        |           |
| |                    |                        |           |
| Fonte: ProCyclingStats |                    |                        |           |
| Classificação geral |                    |                        |           |
| Ciclista | Ciclista           | Equipe                 | Tempo     |
| 1. | Remco Evenepoel    | Quick-Step Alpha Vinyl | 44h25m09s |
| 2. | Primož Roglič      | Jumbo-Visma            | + 2m41s   |
| 3. | Enric Mas          | Movistar Team          | + 3m03s   |
| 4. | Carlos Rodríguez   | Ineos Grenadiers       | + 4m06s   |
| 5. | Juan Ayuso         | UAE Team Emirates      | + 4m53s   |
| 6. | Wilco Kelderman    | Bora-Hansgrohe         | + 6m28s   |
| 7. | Miguel Ángel López | Astana Qazaqstan Team  | + 6m56s   |
| 8. | João Almeida       | UAE Team Emirates      | + 7m13s   |
| 9. | Jan Polanc         | UAE Team Emirates      | + 8m00s   |
| 10. | Tao Geoghegan Hart | Ineos Grenadiers       | + 8m05s   |

### Classificação por pontos
| Classificação por pontos | Classificação por pontos | Classificação por pontos | Classificação por pontos | Classificação por pontos |
| Ciclista                 | Ciclista                 | Equipe                   | Pontos                   |                          |
| ------------------------ | ------------------------ | ------------------------ | ------------------------ | ------------------------ |
| 1.                       | Mads Pedersen            | Trek-Segafredo           | 184 pts                  |                          |
| 2.                       | Marc Soler               | UAE Team Emirates        | 96 pts                   |                          |
| 3.                       | Samuele Battistella      | Astana Qazaqstan Team    | 87 pts                   |                          |
| 4.                       | Remco Evenepoel          | Quick-Step Alpha Vinyl   | 86 pts                   |                          |
| 5.                       | Fred Wright              | Bahrain Victorious       | 78 pts                   |                          |
| 6.                       | Primož Roglič            | Jumbo-Visma              | 73 pts                   |                          |
| 7.                       | Enric Mas                | Movistar Team            | 61 pts                   |                          |
| 8.                       | Kaden Groves             | BikeExchange-Jayco       | 60 pts                   |                          |
| 9.                       | Daniel McLay             | Arkéa-Samsic             | 56 pts                   |                          |
| 10.                      | Tim Merlier              | Alpecin-Deceuninck       | 56 pts                   |                          |

### Classificação da montanha
| Classificação da montanha | Classificação da montanha | Classificação da montanha          | Classificação da montanha | Classificação da montanha |
| Ciclista                  | Ciclista                  | Equipe                             | Pontos                    |                           |
| ------------------------- | ------------------------- | ---------------------------------- | ------------------------- | ------------------------- |
| 1.                        | Jay Vine                  | Alpecin-Deceuninck                 | 40 pts                    |                           |
| 2.                        | Robert Stannard           | Alpecin-Deceuninck                 | 21 pts                    |                           |
| 3.                        | Marc Soler                | UAE Team Emirates                  | 20 pts                    |                           |
| 4.                        | Jimmy Janssens            | Alpecin-Deceuninck                 | 17 pts                    |                           |
| 5.                        | Thibaut Pinot             | Groupama-FDJ                       | 12 pts                    |                           |
| 6.                        | Rubén Fernández           | Cofidis                            | 11 pts                    |                           |
| 7.                        | Louis Meintjes            | Intermarché-Wanty-Gobert Matériaux | 10 pts                    |                           |
| 8.                        | Richard Carapaz           | Ineos Grenadiers                   | 10 pts                    |                           |
| 9.                        | Mark Padun                | EF Education-EasyPost              | 10 pts                    |                           |
| 10.                       | Jesús Herrada             | Cofidis                            | 10 pts                    |                           |

### Classificação dos jovens
| Classificação dos jovens | Classificação dos jovens | Classificação dos jovens | Classificação dos jovens | Classificação dos jovens |
| Ciclista                 | Ciclista                 | Equipe                   | Tempo                    |                          |
| ------------------------ | ------------------------ | ------------------------ | ------------------------ | ------------------------ |
| 1.                       | Remco Evenepoel          | Quick-Step Alpha Vinyl   | 44h25m09s                |                          |
| 2.                       | Carlos Rodríguez         | Ineos Grenadiers         | + 4m06s                  |                          |
| 3.                       | Juan Ayuso               | UAE Team Emirates        | + 4m53s                  |                          |
| 4.                       | João Almeida             | UAE Team Emirates        | + 7m18s                  |                          |
| 5.                       | Thymen Arensman          | Team DSM                 | + 9m19s                  |                          |
| 6.                       | Sergio Higuita           | Bora-Hansgrohe           | + 19m26s                 |                          |
| 7.                       | José Félix Parra         | Equipo Kern Pharma       | + 32m11s                 |                          |
| 8.                       | Gino Mäder               | Bahrain Victorious       | + 33m14s                 |                          |
| 9.                       | Clément Champoussin      | AG2R Citroën Team        | + 39m06s                 |                          |
| 10.                      | Edoardo Zambanini        | Bahrain Victorious       | + 39m28s                 |                          |

### Classificação por equipas
| Classificação por equipes | Classificação por equipes          | Classificação por equipes | Classificação por equipes |
| Equipe                    | Equipe                             | Tempo                     |                           |
| ------------------------- | ---------------------------------- | ------------------------- | ------------------------- |
| 1.                        | UAE Team Emirates                  | 132h27m59s                |                           |
| 2.                        | Ineos Grenadiers                   | + 6m59s                   |                           |
| 3.                        | EF Education-EasyPost              | + 22m33s                  |                           |
| 4.                        | Bora-Hansgrohe                     | + 23m30s                  |                           |
| 5.                        | Intermarché-Wanty-Gobert Matériaux | + 30m31s                  |                           |
| 6.                        | Astana Qazaqstan Team              | + 30m33s                  |                           |
| 7.                        | Movistar Team                      | + 32m21s                  |                           |
| 8.                        | Bahrain Victorious                 | + 36m56s                  |                           |
| 9.                        | Jumbo-Visma                        | + 51m44s                  |                           |
| 10.                       | Burgos-BH                          | + 1h17m30s                |                           |

## Abandonos
Callum Scotson, doente, Boy van Poppel e Santiago Buitrago, ambos por ter dado positivo em COVID-19, não tomaram a saída.